# Sørens søster
|  | Denne artikel er oprettet af botten PalnaBot ud fra en ekstern database. Den kan derfor have sproglige fejl eller mangler. Denne skabelon kan fjernes efter kontrol af indholdet. |

Sørens søster er en film instrueret af Michael Bach.

## Handling
En fortælling om kærligheden mellem en ung mand og hans søster en søndag eftermiddag i en Folkevogn.